# Словения на летних Олимпийских играх 2024
Словения на летних Олимпийских играх 2024 года в Париже была представлена 94 спортсменами (49 мужчинами и 45 женщинами) в 16 видах спорта.

## Медали
| Медаль  | Спортсмен(ы)  | Вид спорта              | Дисциплина   | Дата       |
| ------- | ------------- | ----------------------- | ------------ | ---------- |
| Золото  | Андрея Лешки  | Дзюдо                   | До 63 кг     | 30 июля    |
| Золото  | Янья Гарнбрет | Спортивное скалолазание | Комбинация   | 10 августа |
| Серебро | Тони Водишек  | Парусный спорт          | Формула Кайт | 9 августа  |

| Вид спорта              | 1 | 2 | 3 | Всего |
| Дзюдо                   | 1 | 0 | 0 | 1     |
| Спортивное скалолазание | 1 | 0 | 0 | 1     |
| Парусный спорт          | 0 | 1 | 0 | 1     |
| Всего                   | 2 | 1 | 0 | 3     |

| Медали по датам | Медали по датам | Медали по датам | Медали по датам | Медали по датам | Медали по датам |
| --------------- | --------------- | --------------- | --------------- | --------------- | --------------- |
| Дата            | 1               | 2               | 3               | Всего           |                 |
| 30 июля         | 1               | 0               | 0               | 1               |                 |
| 9 августа       | 0               | 1               | 0               | 1               |                 |
| 10 августа      | 1               | 0               | 0               | 1               |                 |
| Всего           | 2               | 1               | 0               | 3               |                 |

| Медали по полу | Медали по полу | Медали по полу | Медали по полу | Медали по полу |
| -------------- | -------------- | -------------- | -------------- | -------------- |
| Пол            | 1              | 2              | 3              | Всего          |
| Мужчины        | 0              | 1              | 0              | 1              |
| Женщины        | 2              | 0              | 0              | 2              |
| Микст          | 0              | 0              | 0              | 0              |
| Всего          | 2              | 1              | 0              | 3              |

## Квалификация
| № п/п | Вид спорта                  | Мужчины        | Мужчины                | Женщины        | Женщины                | Всего          | Всего                  |
| № п/п | Вид спорта                  | Завоевано квот | Количество спортсменов | Завоевано квот | Количество спортсменов | Завоевано квот | Количество спортсменов |
| ----- | --------------------------- | -------------- | ---------------------- | -------------- | ---------------------- | -------------- | ---------------------- |
| 1     | Академическая гребля        | 1              | 1                      | 1              | 1                      | 2              | 2                      |
| 2     | Велоспорт                   | 5              | 4                      | 5              | 3                      | 10             | 7                      |
| 3     | Волейбол                    | 1              | 12                     |                |                        | 1              | 12                     |
| 4     | Гандбол                     | 1              | 17                     | 1              | 15                     | 2              | 32                     |
| 5     | Спортивная гимнастика       |                |                        | 1              | 1                      | 1              | 1                      |
| 6     | Художественная гимнастика   |                |                        | 1              | 1                      | 1              | 1                      |
| 7     | Гольф                       |                |                        | 2              | 2                      | 2              | 2                      |
| 8     | Гребля на байдарках и каноэ | 4              | 2                      | 4              | 2                      | 8              | 4                      |
| 9     | Дзюдо                       | 1              | 1                      | 5              | 5                      | 6              | 6                      |
| 10    | Лёгкая атлетика             | 2              | 2                      | 6              | 5                      | 8              | 7                      |
| 11    | Настольный теннис           | 3              | 3                      |                |                        | 3              | 3                      |
| 12    | Парусный спорт              | 2              | 3                      | 2              | 3                      | 5              | 6                      |
| 13    | Плавание                    | 1              | 1                      | 3              | 4                      | 4              | 5                      |
| 14    | Спортивное скалолазание     | 1              | 1                      | 2              | 2                      | 3              | 3                      |
| 15    | Стрельба из лука            | 1              | 1                      | 1              | 1                      | 2              | 2                      |
| 16    | Тхэквондо                   | 1              | 1                      |                |                        | 1              | 1                      |
|       | ИТОГО                       | 24             | 49                     | 34             | 45                     | 59             | 94                     |

## Состав команды
Академическая гребля
1. Исак Жвегель[англ.]
2. Нина Костаньшек[англ.]

Велоспорт
 Шоссейный велоспорт
1. Ян Тратник
2. Домен Новак
3. Лука Мезгец
4. Матей Мохорич
5. Евгения Буяк
6. Урша Пинтар[англ.]

 Маунтинбайк
1. Таня Жакель[англ.]

 Волейбол
1. Тончек Штерн[англ.]
2. Ален Паенк[англ.]
3. Ян Козамерник[англ.]
4. Деян Винчич[англ.]
5. Сашо Шталекар[англ.]
6. Яни Ковачич[англ.]
7. Жига Штерн[англ.]
8. Грегор Ропрет[англ.]
9. Тине Урнаут
10. Клемен Чебуль[англ.]
11. Рок Можич[англ.]
12. Ник Муянович[англ.]

 Гандбол
1. Блаж Благотиншек[англ.]
2. Ник Хенигман
3. Блаж Янц
4. Юре Доленец
5. Нейц Цехте[англ.]
6. Сташ Йовичич[англ.]
7. Тилен Кодрин
8. Матей Габер
9. Миха Зарабец
10. Клемен Ферлин[англ.]
11. Кристьян Хоржен[англ.]
12. Дин Бомбач[англ.]
13. Борут Мачковшек[англ.]
14. Домен Новак[англ.]
15. Алекс Влах
16. Урбан Лесяк[англ.]
17. Ур Кастелиц[англ.]
18. Валентина Клеменчич[англ.]
19. Ана Грос
20. Элизабет Омореги[англ.]
21. Нина Шпрейцер[англ.]
22. Тяша Станко[англ.]
23. Ана Абина[англ.]
24. Тамара Мавсар[англ.]
25. Майя Войнович[англ.]
26. Наташа Лепоя
27. Аля Варагич[англ.]
28. Амра Панджич[англ.]
29. Барбара Лазович[англ.]
30. Майя Светик[англ.]
31. Эма Хрватин[англ.]
32. Эма Абина[англ.]

Гимнастика
 Спортивная гимнастика
1. Люсия Хрибар[англ.]

 Художественная гимнастика
1. Екатерина Веденеева

 Гольф
1. Ана Белац[англ.]
2. Пия Бабник[англ.]

Гребля на байдарках и каноэ
 Гребной слалом
1. Петер Каузер
2. Беньямин Савшек
3. Ева Терчели[англ.]
4. Ева Алина Хочевар[англ.]

 Дзюдо
1. Эней Маринич[англ.]
2. Маруша Штангар[англ.]
3. Кайя Кайзер[англ.]
4. Андрея Лешки
5. Анка Погачник[англ.]
6. Метка Лобник[англ.]

 Лёгкая атлетика
1. Матиц Иан Гучек[англ.]
2. Кристьян Чех
3. Анита Хорват[англ.]
4. Клара Лукан[англ.]
5. Лия Апостоловски[англ.]
6. Тина Шутей
7. Нея Филипич[англ.]

 Настольный теннис
1. Дарко Йоргич[англ.]
2. Дени Кожул[англ.]
3. Петер Хрибар[англ.]

 Парусный спорт
1. Тони Водишек
2. Жан Лука Зелко[англ.]
3. Якоб Божич[англ.]
4. Лина Эржен[англ.]
5. Лин Плетикос[англ.]
6. Тина Мрак

 Плавание
1. Сашо Бошкан[англ.]
2. Нежа Кланчар[англ.]
3. Янья Шегель[англ.]
4. Катя Файн[англ.]
5. Тьяша Пинтар[англ.]

 Спортивное скалолазание
1. Лука Поточар[англ.]
2. Янья Гарнбрет
3. Миа Крампл

 Стрельба из лука
1. Жига Равникар
2. Жана Пинтарич[англ.]

 Тхэквондо
1. Патрик Дивкович[англ.]

## Академическая гребля
Словения получила два места на участие в соревнованиях по академической гребле на Европейской квалификационная регата 2024 года в Сегеде, Венгрия.
| Спортсмен       | Дисциплина       | Заезд   | Заезд | Утеш. заезд | Утеш. заезд | Четвертьфиналы | Четвертьфиналы | Полуфиналы | Полуфиналы | Финалы  | Финалы |
| Спортсмен       | Дисциплина       | Время   | Место | Время       | Место       | Время          | Место          | Время      | Место      | Время   | Место  |
| --------------- | ---------------- | ------- | ----- | ----------- | ----------- | -------------- | -------------- | ---------- | ---------- | ------- | ------ |
| Исак Жвегель    | Мужчины одиночки | 7.01,23 | 4 R   | 7.06,90     | 1 QF        | 7.06,42        | 5 Q SC/D       | 7.09,41    | 4 Q FD     | 6.59,46 | 22     |
| Нина Костаньшек | Женщины одиночки | 7.46,30 | 3 QF  | —           | —           | 7.56,31        | 5 Q SC/D       | 7.48,86    | 2 Q FC     | 7.39,00 | 18     |

Легенда: FA=Финал А (медали); FB=Финал В; FC=Финал С; FD=Финал D; FE=Финал E; FF=Финал F; SA/B=Полуфиналы A/B; SC/D=Полуфиналы C/D; SE/F=Полуфиналы E/F; QF=Четвертьфиналы; R=Утешительные заезды

## Велоспорт

### Шоссейные велогонки
Словения получила по рейтингу UCI четыре места в мужской и два в женской групповых гонках на шоссе, а также по одному месту в мужской и женской индивидуальных гонках с раздельным стартом.  Еще одно место в женской индивидуальной гонке Словения получила по результатам Чемпионата мира по шоссейным велогонкам 2023 года в Глазго, Великобритания.
Мужчины
| Спортсмен     | Дисциплина                 | Время    | Место |
| ------------- | -------------------------- | -------- | ----- |
| Ян Тратник    | Групповая гонка            | 6:20.50  | 8     |
| Домен Новак   | Групповая гонка            | DNF      | DNF   |
| Лука Мезгец   | Групповая гонка            | 6:26.57  | 38    |
| Матей Мохорич | Групповая гонка            | DNF      | DNF   |
| Ян Тратник    | Гонка с раздельным стартом | 39.38,12 | 27    |

Женщины
| Спортсмен    | Дисциплина                 | Время    | Место |
| ------------ | -------------------------- | -------- | ----- |
| Евгения Буяк | Групповая гонка            | 4:07.16  | 42    |
| Евгения Буяк | Гонка с раздельным стартом | 42.54,96 | 16    |
| Урша Пинтар  | Групповая гонка            | 4:08.14  | 59    |
| Урша Пинтар  | Гонка с раздельным стартом | 45.07,15 | 31    |

### Маунтинбайк
Словения завоевала одно место в женские соревнования по маунтинбайку по результатам Чемпионата мира по маунтинбайку 2023 года в Глазго, Великобритания.
| Спортсмен   | Категория | Время    | Место |
| ----------- | --------- | -------- | ----- |
| Таня Жакель | Женщины   | -2 КРУГА | 30    |

## Волейбол
Мужская волейбольная команда Словении завоевала право участвовать в олимпийском турнире на основании Мирового рейтинга FIVB.
| Команда  | Соревнование   | Групповая стадия | Групповая стадия | Групповая стадия | Групповая стадия | Четвертьфиналы | Полуфиналы            | Финал / Матч за 3 место | Финал / Матч за 3 место |
| Команда  | Соревнование   | Соперник Счёт    | Соперник Счёт    | Соперник Счёт    | Место            | Соперник Счёт  | Соперник Счёт         | Соперник Счёт           | Место                   |
| -------- | -------------- | ---------------- | ---------------- | ---------------- | ---------------- | -------------- | --------------------- | ----------------------- | ----------------------- |
| Словения | Мужской турнир | Канада В 3–1     | Сербия В 3–0     | Франция В 3–2    | 1 Q              | Польша П 1–3   | завершили выступление | завершили выступление   | 5                       |

### Мужской турнир
Состав команды
Состав команды был объявлен 8 июля 2024 года.
Тренер:  Георге Крецу
- Тончек Штерн[англ.] ДИ
- Ален Паенк[англ.] ЦБ
- Ян Козамерник[англ.] ЦБ
- Деян Винчич[англ.] СВ
- Сашо Шталекар[англ.] ЦБ
- Яни Ковачич[англ.] Л
- Жига Штерн[англ.] Л
- Грегор Ропрет[англ.] СВ
- Тине Урнаут (К) ДО
- Клемен Чебуль[англ.] ДО
- Рок Можич[англ.] ДО
- Ник Муянович[англ.] ДИ

Групповой этап
|             | Матчи | Матчи | Очки | Сеты | Сеты | Сеты  | Мячи | Мячи | Мячи  |
| В           | П     | В     | Очки | П    | В:П  | В     | П    | В:П  |       |
| ----------- | ----- | ----- | ---- | ---- | ---- | ----- | ---- | ---- | ----- |
| 1. Словения | 3     | 0     | 8    | 9    | 3    | 3,000 | 282  | 252  | 1,119 |
| 2. Франция  | 2     | 1     | 6    | 8    | 5    | 1,600 | 290  | 260  | 1,115 |
| 3. Сербия   | 1     | 2     | 3    | 5    | 8    | 0,625 | 256  | 293  | 0,874 |
| 4. Канада   | 0     | 3     | 1    | 3    | 9    | 0,333 | 254  | 277  | 0,917 |

| 28 июля 21:00 (UTC+2) |

| Словения                              | 3:1  | Канада    |
| (25:21, 25:20, 20:25, 25:21) Отчёт P2 |      |           |
| Штерн 24                              | Очки | 17 Леппки |

| Париж, Paris Sud 1 Зрителей: 9381 Судьи: Войцех Марошек (Польша), Ваэль Кандиль (Египет) |

| 30 июля 17:00 (UTC+2) |

| Словения                       | 3:0  | Сербия    |
| (25:21, 25:19, 25:19) Отчёт P2 |      |           |
| Штерн 25                       | Очки | 10 Ивович |

| Париж, Paris Sud 1 Зрителей: 9138 Судьи: Фабрис Колладос (Франция), Стефано Чезаре (Италия) |

| 2 августа 17:00 (UTC+2) |

| Франция                                      | 2:3  | Словения |
| (20:25, 23:25, 27:25, 25:22, 11:15) Отчёт P2 |      |          |
| Нгапет 21                                    | Очки | 28 Штерн |

| Париж, Paris Sud 1 Зрителей: 9505 Судьи: Владимир Симонович (Швейцария), Войцех Марошек (Польша) |

Четвертьфиналы
| 5 августа 9:00 (UTC+2) |

| Словения                              | 1:3  | Польша  |
| (20:25, 26:24, 19:25, 20:25) Отчёт P2 |      |         |
| Чебуль 16                             | Очки | 20 Леон |

| Париж, Paris Sud 1 Зрителей: 9274 Судьи: Скотт Дзиевирз (Канада), Стефано Чезаре (Италия) |

## Гандбол
Мужская сборная Словении по гандболу завоевала право участвовать в олимпийском турнире, заняв второе место на олимпийском квалификационном турнире 2024 года в Гранольерсе, Испания. Женская сборная Словении добилась того же, заняв второе место в олимпийском квалификационном турнире 2024 года в Ной-Ульм, Германия.
| Команда  | Соревнование   | Групповая стадия | Групповая стадия         | Групповая стадия | Групповая стадия | Групповая стадия | Групповая стадия | Четвертьфиналы        | Полуфиналы            | Финал / За 3 место    | Финал / За 3 место |
| Команда  | Соревнование   | Соперник Счёт    | Соперник Счёт            | Соперник Счёт    | Соперник Счёт    | Соперник Счёт    | Место            | Соперник Счёт         | Соперник Счёт         | Соперник Счёт         | Место              |
| -------- | -------------- | ---------------- | ------------------------ | ---------------- | ---------------- | ---------------- | ---------------- | --------------------- | --------------------- | --------------------- | ------------------ |
| Словения | Мужской турнир | Испания П 22–25  | Хорватия В 31–29         | Швеция В 29–24   | Япония В 29–28   | Германия П 29–36 | 2                | Норвегия В 33–28      | Дания П 30–31         | Испания П 22–25       | 4                  |
| Словения | Женский турнир | Дания П 19–27    | Республика Корея В 30–23 | Германия П 22–41 | Норвегия П 22–29 | Швеция П 23–27   | 6                | завершили выступление | завершили выступление | завершили выступление | 11                 |

### Мужской турнир
Состав команды
Состав команды был объявлен 8 июля 2024 года.
Тренер:  Урош Зорман
- Блаж Благотиншек[англ.] Л
- Ник Хенигман ЛП
- Блаж Янц ПК
- Юре Доленец ПП
- Нейц Цехте[англ.] ПП
- Сташ Йовичич[англ.] ПК
- Тилен Кодрин ПК
- Матей Габер Л
- Миха Зарабец Р
- Клемен Ферлин[англ.] ГК
- Кристьян Хоржен[англ.] Л
- Дин Бомбач[англ.] Р
- Борут Мачковшек[англ.] ЛП
- Домен Новак[англ.] ПК
- Алекс ВлахР
- Урбан Лесяк[англ.] ГК
- Ур Кастелиц[англ.] ГК

Групповой этап
| Поз | Команда  | И | В | Н | П | МЗ  | МП  | РМ  | О | Квалификация   |
| --- | -------- | - | - | - | - | --- | --- | --- | - | -------------- |
| 1   | Германия | 5 | 4 | 0 | 1 | 162 | 144 | +18 | 8 | Четвертьфиналы |
| 2   | Словения | 5 | 3 | 0 | 2 | 140 | 142 | −2  | 6 | Четвертьфиналы |
| 3   | Испания  | 5 | 3 | 0 | 2 | 151 | 148 | +3  | 6 | Четвертьфиналы |
| 4   | Швеция   | 5 | 3 | 0 | 2 | 158 | 139 | +19 | 6 | Четвертьфиналы |
| 5   | Хорватия | 5 | 2 | 0 | 3 | 148 | 156 | −8  | 4 |                |
| 6   | Япония   | 5 | 0 | 0 | 5 | 143 | 173 | −30 | 0 |                |

| 27 июля 2024 09:00 | Испания | 25 : 22  | Словения | Арена 6 Южный Париж, Париж Зрителей: 5776 Судьи: Ш. Бонавантюра, Ж. Бонавантюра (FRA) |
| 27 июля 2024 09:00 | Гомес 6 | (8 : 11) | Бомбач 5 | Арена 6 Южный Париж, Париж Зрителей: 5776 Судьи: Ш. Бонавантюра, Ж. Бонавантюра (FRA) |
| 27 июля 2024 09:00 | 3×      | протокол | 5×       | Арена 6 Южный Париж, Париж Зрителей: 5776 Судьи: Ш. Бонавантюра, Ж. Бонавантюра (FRA) |

| 29 июля 2024 11:00 | Словения       | 31 : 29   | Хорватия        | Арена 6 Южный Париж, Париж |
| 29 июля 2024 11:00 | Янц, Влах по 8 | (13 : 13) | три игрока по 5 | Арена 6 Южный Париж, Париж |
| 29 июля 2024 11:00 | 5× 1×          | протокол  | 8× 1×           | Арена 6 Южный Париж, Париж |

| 31 июля 2024 16:00 | Словения | 29:24    | Швеция  | Арена 6 Южный Париж, Париж Зрителей: 5813 Судьи: Бруннер, Салах (Швейцария) |
| 31 июля 2024 16:00 | Янц 10   | (15:14)  | Ванне 6 | Арена 6 Южный Париж, Париж Зрителей: 5813 Судьи: Бруннер, Салах (Швейцария) |
| 31 июля 2024 16:00 | 4× 1×    | протокол | 3× 1×   | Арена 6 Южный Париж, Париж Зрителей: 5813 Судьи: Бруннер, Салах (Швейцария) |

| 2 августа 2024 19:00 | Япония    | 28:29    | Словения | Арена 6 Южный Париж, Париж Зрителей: 5652 Судьи: Хансен, Мадсен (DEN) |
| 2 августа 2024 19:00 | Ясухара 8 | (15:15)  | Влах 14  | Арена 6 Южный Париж, Париж Зрителей: 5652 Судьи: Хансен, Мадсен (DEN) |
| 2 августа 2024 19:00 | 7×        | протокол | 6× 1×    | Арена 6 Южный Париж, Париж Зрителей: 5652 Судьи: Хансен, Мадсен (DEN) |

| 4 августа 2024 14:00 | Германия | 36 : 29  | Словения | Арена 6 Южный Париж, Париж Зрителей: 5685 Судьи: Йорум, Клевен (NOR) |
| 4 августа 2024 14:00 | Хефнер 7 | (23:14)  | Хёрцен 7 | Арена 6 Южный Париж, Париж Зрителей: 5685 Судьи: Йорум, Клевен (NOR) |
| 4 августа 2024 14:00 | 1×       | протокол | 1×       | Арена 6 Южный Париж, Париж Зрителей: 5685 Судьи: Йорум, Клевен (NOR) |

Четвертьфинал
| 7 августа 2024 21:30 | Норвегия | 28 : 33  | Словения | Стадион «Пьер Моруа», Лилль Зрителей: 26 406 Судьи: Гарсия, Марин (ESP) |
| 7 августа 2024 21:30 | Блонц 7  | (12:16)  | Влах 11  | Стадион «Пьер Моруа», Лилль Зрителей: 26 406 Судьи: Гарсия, Марин (ESP) |
| 7 августа 2024 21:30 | 4×       | протокол | 1×       | Стадион «Пьер Моруа», Лилль Зрителей: 26 406 Судьи: Гарсия, Марин (ESP) |

Полуфинал
| 9 августа 2024 21:30 | Словения          | 30 : 31  | Дания       | Стадион «Пьер Моруа», Лилль Судьи: Горачек, Новотны (CZE) |
| 9 августа 2024 21:30 | Бомбач, Влах по 7 | (10:15)  | М. Ландин 6 | Стадион «Пьер Моруа», Лилль Судьи: Горачек, Новотны (CZE) |
| 9 августа 2024 21:30 | 3×                | протокол | 1×          | Стадион «Пьер Моруа», Лилль Судьи: Горачек, Новотны (CZE) |

Матч за 3 место
| 11 августа 2024 09:00 | Испания    | 23 : 22  | Словения  | Стадион «Пьер Моруа», Лилль Зрителей: 17 242 Судьи: Хансен, Мадсен (DEN) |
| 11 августа 2024 09:00 | А. Гомес 5 | (12:12)  | Доленец 6 | Стадион «Пьер Моруа», Лилль Зрителей: 17 242 Судьи: Хансен, Мадсен (DEN) |
| 11 августа 2024 09:00 | 2×         | протокол | 3×        | Стадион «Пьер Моруа», Лилль Зрителей: 17 242 Судьи: Хансен, Мадсен (DEN) |

### Женский турнир
Состав команды
Состав команды был объявлен 8 июля 2024 года.
Тренер:  Драган Адзич
- Валентина Клеменчич[англ.] Л
- Ана Грос ПП
- Элизабет Омореги[англ.] Р
- Нина Шпрейцер[англ.] Р
- Тяша Станко[англ.] ЛП
- Ана Абина[англ.] ЛП
- Тамара Мавсар[англ.] ПК
- Майя Войнович[англ.] ГК
- Наташа Лепоя Л
- Аля Варагич[англ.] ПК
- Амра Панджич[англ.] ГК
- Барбара Лазович[англ.] ПП
- Майя Светик[англ.] ПК
- Эма Хрватин[англ.] ЛП
- Эма Абина[англ.] ПК

Групповой этап
| Поз | Команда          | И | В | Н | П | МЗ  | МП  | РМ  | О | Квалификация   |
| --- | ---------------- | - | - | - | - | --- | --- | --- | - | -------------- |
| 1   | Норвегия         | 5 | 4 | 0 | 1 | 140 | 110 | +30 | 8 | Четвертьфиналы |
| 2   | Швеция           | 5 | 4 | 0 | 1 | 140 | 125 | +15 | 8 | Четвертьфиналы |
| 3   | Дания            | 5 | 4 | 0 | 1 | 126 | 116 | +10 | 8 | Четвертьфиналы |
| 4   | Германия         | 5 | 1 | 0 | 4 | 136 | 134 | +2  | 2 | Четвертьфиналы |
| 5   | Республика Корея | 5 | 1 | 0 | 4 | 107 | 133 | −26 | 2 |                |
| 6   | Словения         | 5 | 1 | 0 | 4 | 116 | 147 | −31 | 2 |                |

| 25 июля 2024 09:00 | Словения          | 19 : 27  | Дания                | Арена 6 Южный Париж, Париж Зрителей: 5686 Судьи: Бруннер, Салах (SUI) |
| 25 июля 2024 09:00 | Грос, Станко по 5 | (11:14)  | Фриис, Эстергор по 5 | Арена 6 Южный Париж, Париж Зрителей: 5686 Судьи: Бруннер, Салах (SUI) |
| 25 июля 2024 09:00 | 6× 1×             | протокол | 5× 1×                | Арена 6 Южный Париж, Париж Зрителей: 5686 Судьи: Бруннер, Салах (SUI) |

| 28 июля 2024 11:00 | Республика Корея | 23 : 30  | Словения | Арена 6 Южный Париж, Париж Зрителей: 5819 Судьи: Биро, Кишш (HUN) |
| 28 июля 2024 11:00 | Ву Бит На 7      | (12:14)  | Мавсар 7 | Арена 6 Южный Париж, Париж Зрителей: 5819 Судьи: Биро, Кишш (HUN) |
| 28 июля 2024 11:00 | 2× 1×            | протокол | 1×       | Арена 6 Южный Париж, Париж Зрителей: 5819 Судьи: Биро, Кишш (HUN) |

| 30 июля 2024 09:00 | Германия         | 41 : 22  | Словения | Арена 6 Южный Париж, Париж Зрителей: 5852 Судьи: Гарсия, Паолантони (ARG) |
| 30 июля 2024 09:00 | Лотт, Смитс по 7 | (16:9)   | Грос 6   | Арена 6 Южный Париж, Париж Зрителей: 5852 Судьи: Гарсия, Паолантони (ARG) |
| 30 июля 2024 09:00 | 4× 1×            | протокол | 4× 1×    | Арена 6 Южный Париж, Париж Зрителей: 5852 Судьи: Гарсия, Паолантони (ARG) |

| 1 августа 2024 21:00 | Словения          | 22 : 29  | Норвегия        | Арена 6 Южный Париж, Париж Зрителей: 5722 Судьи: Бельхири, Хамиди (Алжир) |
| 1 августа 2024 21:00 | Грос, Мавсар по 5 | (10:15)  | три игрока по 4 | Арена 6 Южный Париж, Париж Зрителей: 5722 Судьи: Бельхири, Хамиди (Алжир) |
| 1 августа 2024 21:00 | 4× 1×             | протокол | 2× 1×           | Арена 6 Южный Париж, Париж Зрителей: 5722 Судьи: Бельхири, Хамиди (Алжир) |

| 3 августа 2024 16:00 | Словения  | 23 : 27  | Швеция   | Арена 6 Южный Париж, Париж Зрителей: 5801 Судьи: Бруннер, Салах (SUI) |
| 3 августа 2024 16:00 | Омореги 9 | (14:11)  | Хагман 5 | Арена 6 Южный Париж, Париж Зрителей: 5801 Судьи: Бруннер, Салах (SUI) |
| 3 августа 2024 16:00 | 2×        | протокол | 1×       | Арена 6 Южный Париж, Париж Зрителей: 5801 Судьи: Бруннер, Салах (SUI) |

## Гимнастика спортивная
Словения завоевала на Чемпионате мира по спортивной гимнастике 2023 года в Антверпене, Бельгия одну квоту на участие в личном многоборье у женщин.

### Женщины
| Спортсмен    | Дисциплина          | Квалификация | Квалификация | Квалификация | Квалификация | Квалификация | Квалификация | Финал                 | Финал                 | Финал                 | Финал                 | Финал                 | Финал                 |
| Спортсмен    | Дисциплина          | Снаряды      | Снаряды      | Снаряды      | Снаряды      | Всего        | Место        | Снаряды               | Снаряды               | Снаряды               | Снаряды               | Всего                 | Место                 |
| Спортсмен    | Дисциплина          | ОП           | РБ           | Б            | В            | Всего        | Место        | ОП                    | РБ                    | Б                     | В                     | Всего                 | Место                 |
| ------------ | ------------------- | ------------ | ------------ | ------------ | ------------ | ------------ | ------------ | --------------------- | --------------------- | --------------------- | --------------------- | --------------------- | --------------------- |
| Люсия Хрибар | Многоборье          | 13,133       | 13,133       | 10,133       | 11,666       | 48,065       | 55           | завершила выступление | завершила выступление | завершила выступление | завершила выступление | завершила выступление | завершила выступление |
| Люсия Хрибар | Разновысокие брусья | —            | 13,133       | —            | —            | —            | 42           | завершила выступление | завершила выступление | завершила выступление | завершила выступление | завершила выступление | завершила выступление |
| Люсия Хрибар | Бревно              | —            | —            | 10,133       | —            | —            | 78           | завершила выступление | завершила выступление | завершила выступление | завершила выступление | завершила выступление | завершила выступление |
| Люсия Хрибар | Вольные упражнения  | —            | —            | —            | 11,666       | —            | 71           | завершила выступление | завершила выступление | завершила выступление | завершила выступление | завершила выступление | завершила выступление |

## Гимнастика художественная
Словения на Чемпионате мира по художественной гимнастике 2023 года в Валенсии получила право выставить одну гимнастку в личном многоборье. 
| Спортсменка         | Дисциплина | Квалификация | Квалификация | Квалификация | Квалификация | Квалификация | Квалификация | Финал  | Финал  | Финал  | Финал  | Финал   | Финал |
| Спортсменка         | Дисциплина | Обруч        | Мяч          | Булавы       | Лента        | Всего        | Место        | Обруч  | Мяч    | Булавы | Лента  | Всего   | Место |
| ------------------- | ---------- | ------------ | ------------ | ------------ | ------------ | ------------ | ------------ | ------ | ------ | ------ | ------ | ------- | ----- |
| Екатерина Веденеева | Личное     | 34,150       | 32,600       | 32,300       | 31,750       | 130,800      | 6 Q          | 34,100 | 31,950 | 33,150 | 32,700 | 131,900 | 6     |

## Гольф
Словения получила два места в женские соревнования по гольфу в соответствии с рейтингом IGF.
| Сопртсмен  | Категория | Раунд 1 | Раунд 2 | Раунд 3 | Раунд 4 | Итого | Итого | Итого |
| Сопртсмен  | Категория | Счет    | Счет    | Счет    | Счет    | Счет  | К пар | Место |
| ---------- | --------- | ------- | ------- | ------- | ------- | ----- | ----- | ----- |
| Ана Белац  | Женщины   | 77      | 72      | 76      | 76      | 301   | +13   | =49   |
| Пия Бабник | Женщины   | 74      | 66      | 74      | 73      | 287   | −1    | =22   |

## Гребля на байдарках и каноэ

### Гребной слалом
Словения завоевала Чемпионате мира по гребному слалому в Лондоне, Великобритания максимальную квоту на участие в олимпийских соревнованиях по гребному слалому, получив право выставить по одной лодке в мужских и женских соревнованиях на байдарках и каноэ, а также автоматически две лодки в кроссе на байдарках у мужчин и женщин.
Мужчины
| Спортсмен       | Дисциплина        | Заезды    | Заезды | Заезды    | Заезды | Заезды       | Заезды | Полуфинал | Полуфинал | Финал                | Финал                |
| Спортсмен       | Дисциплина        | 1 попытка | Место  | 2 попытка | Место  | Лучшее время | Место  | Время     | Место     | Время                | Место                |
| --------------- | ----------------- | --------- | ------ | --------- | ------ | ------------ | ------ | --------- | --------- | -------------------- | -------------------- |
| Петер Каузер    | Байдарка-одиночка | 90,93     | 16     | 88,84     | 8      | 88,84        | 14 SF  | 142,80    | 18        | завершил выступление | завершил выступление |
| Беньямин Савшек | Каноэ-одиночка    | 97,04     | 12     | 192,64    | 20     | 97,04        | 14 SF  | 96,28     | 2 F       | 144,93               | 11                   |

Женщины
| Спортсмен         | Дисциплина        | Заезды    | Заезды | Заезды    | Заезды | Заезды       | Заезды | Полуфинал | Полуфинал | Финал  | Финал |
| Спортсмен         | Дисциплина        | 1 попытка | Место  | 2 попытка | Место  | Лучшее время | Место  | Время     | Место     | Время  | Место |
| ----------------- | ----------------- | --------- | ------ | --------- | ------ | ------------ | ------ | --------- | --------- | ------ | ----- |
| Ева Терчели       | Байдарка-одиночка | 99,08     | 13     | 95,93     | 9      | 95,93        | 11 SF  | 103,11    | 10 F      | 101,73 | 7     |
| Ева Алина Хочевар | Каноэ-одиночка    | 109,57    | 11     | 108,22    | 10     | 108,22       | 12 SF  | 109,22    | 4 F       | 115,48 | 9     |

Кросс на байдарках
| Спортсмен         | Категория | Квалиф. время | Место | 1 круг | Утеш. заезды | 2 круг | Четвертьфиналы        | Полуфиналы            | Финал                 | Место |
| ----------------- | --------- | ------------- | ----- | ------ | ------------ | ------ | --------------------- | --------------------- | --------------------- | ----- |
| Петер Каузер      | Мужчины   | 70,74 FLT (8) | 37    | 3 R    | 2 Q          | 3      | завершил выступление  | завершил выступление  | завершил выступление  | 24    |
| Беньямин Савшек   | Мужчины   | 74,18         | 25    | 4 R    | 2 Q          | 2 Q    | 3                     | завершил выступление  | завершил выступление  | 12    |
| Ева Терчели       | Женщины   | 74,00         | 12    | 2 Q    | —            | 3      | завершила выступление | завершила выступление | завершила выступление | 18    |
| Ева Алина Хочевар | Женщины   | 76,48         | 21    | 3 R    | 1 Q          | 4      | завершила выступление | завершила выступление | завершила выступление | 29    |

## Дзюдо
Словения получила по рейтингу IJF одно место в мужских и пять мест в женских соревнованиях.
| Спортсмен      | Категория            | 1/16 финала                   | 1/8 финала                | Четвертьфиналы                 | Полуфиналы                   | Утеш. поединки        | Финал / За 3 место               | Финал / За 3 место    |
| Спортсмен      | Категория            | Соперник Результат            | Соперник Результат        | Соперник Результат             | Соперник Результат           | Соперник Результат    | Соперник Результат               | Место                 |
| -------------- | -------------------- | ----------------------------- | ------------------------- | ------------------------------ | ---------------------------- | --------------------- | -------------------------------- | --------------------- |
| Эней Маринич   | Мужчины свыше 100 кг | TURИбрахим Татароглу П 00–11  | завершил выступление      | завершил выступление           | завершил выступление         | завершил выступление  | завершил выступление             | завершил выступление  |
| Маруша Штангар | Женщины до 48 кг     | SRBМилица Николич П 00–01     | завершила выступление     | завершила выступление          | завершила выступление        | завершила выступление | завершила выступление            | завершила выступление |
| Кайя Кайзер    | Женщины до 57 кг     | ISRТимна Нельсон-Леви П 00–01 | завершила выступление     | завершила выступление          | завершила выступление        | завершила выступление | завершила выступление            | завершила выступление |
| Андрея Лешки   | Женщины до 63 кг     | GEOЭтер Аскилашвили В 10–00   | ALGАмина Белькади В 10–01 | CANКатрин Бошмен-Пинар В 01–00 | FRAКларисс Агбеньену В 01–00 | —                     | MEXПриска Авити Алькарас В 10–01 | 1                     |
| Анка Погачник  | Женщины до 70 кг     | CHAДемо Маннелум В 10–00      | ESPАи Цунода П 00–01      | завершила выступление          | завершила выступление        | завершила выступление | завершила выступление            | завершила выступление |
| Метка Лобник   | Женщины до 78 кг     | KOSЛориана Кука П 00–10       | завершила выступление     | завершила выступление          | завершила выступление        | завершила выступление | завершила выступление            | завершила выступление |

## Легкая атлетика
Словенские легкоатлеты выполнили нормативы для участия в Играх 2024 года, пройдя прямую квалификацию или по мировому рейтингу, в следующих соревнованиях (максимум по 3 спортсмена в каждом): 
Беговые дисциплины
Мужчины
| Спортсмен       | Дисциплина | Забеги    | Забеги | Утеш. забеги | Утеш. забеги | Полуфиналы           | Полуфиналы           | Финал                | Финал                |
| Спортсмен       | Дисциплина | Результат | Место  | Результат    | Место        | Результат            | Место                | Результат            | Место                |
| --------------- | ---------- | --------- | ------ | ------------ | ------------ | -------------------- | -------------------- | -------------------- | -------------------- |
| Матиц Иан Гучек | 400 м с/б  | 50,30     | 7 R    | 49,06        | 4            | завершил выступление | завершил выступление | завершил выступление | завершил выступление |

Женщины
| Спортсмен    | Дисциплина | Забеги    | Забеги | Утеш. забеги          | Утеш. забеги          | Полуфиналы            | Полуфиналы            | Финал                 | Финал                 |
| Спортсмен    | Дисциплина | Результат | Место  | Результат             | Место                 | Результат             | Место                 | Результат             | Место                 |
| ------------ | ---------- | --------- | ------ | --------------------- | --------------------- | --------------------- | --------------------- | --------------------- | --------------------- |
| Анита Хорват | 800 м      | 2.00,91   | 7      | завершила выступление | завершила выступление | завершила выступление | завершила выступление | завершила выступление | завершила выступление |
| Клара Лукан  | 5000 м     | 15.09,61  | 12     | —                     | —                     | —                     | —                     | завершила выступление | завершила выступление |
| Клара Лукан  | 10 000 м   | —         | —      | —                     | —                     | —                     | —                     | 31.45,15              | 20                    |

Технические дисциплины
Мужчины
| Спортсмен    | Дисциплина    | Полуфиналы | Полуфиналы | Финал     | Финал |
| Спортсмен    | Дисциплина    | Результат  | Место      | Результат | Место |
| ------------ | ------------- | ---------- | ---------- | --------- | ----- |
| Кристьян Чех | Метание диска | 64,80      | 9 q        | 68,41     | 4     |

Женщины
| Спортсмен        | Дисциплина      | Полуфиналы | Полуфиналы | Финал                 | Финал                 |
| Спортсмен        | Дисциплина      | Результат  | Место      | Результат             | Место                 |
| ---------------- | --------------- | ---------- | ---------- | --------------------- | --------------------- |
| Лия Апостоловски | Прыжки в высоту | 1,83       | 26         | завершила выступление | завершила выступление |
| Тина Шутей       | Прыжки с шестом | 4,40       | 12 q       | 4,40                  | 19                    |
| Нея Филипич      | Тройной прыжок  | 13,85      | 18         | завершила выступление | завершила выступление |

## Настольный теннис
Словения завоевала право выставить мужскую команду, а также автоматически двух игроков в мужском индивидуальном турнире по результатам рейтинга ITTF среди мужских команд.
| Спортсмен                            | Дисциплина      | 1/32 финала           | 1/16 финала             | 1/8 финала           | Четвертьфиналы        | Полуфиналы            | Финал / За 3 место    | Финал / За 3 место    |                       |
| Спортсмен                            | Дисциплина      | Соперник Результат    | Соперник Результат      | Соперник Результат   | Соперник Результат    | Соперник Результат    | Соперник Результат    | Место                 |                       |
| ------------------------------------ | --------------- | --------------------- | ----------------------- | -------------------- | --------------------- | --------------------- | --------------------- | --------------------- | --------------------- |
| Дарко Йоргич                         | Мужчины личное  | SGPИсаак Квек В 4–2   | GBRЛиам Питчфорд В 4–2  | TPEЛинь Юньжу П 0–4  | завершил выступление  | завершил выступление  | завершил выступление  | завершил выступление  |                       |
| Дени Кожул                           | Мужчины личное  | INDШарат Камаль В 4–2 | JPNСюнсукэ Тогами П 2–4 | завершил выступление | завершил выступление  | завершил выступление  | завершил выступление  | завершил выступление  |                       |
| Дарко Йоргич Дени Кожул Петер Хрибар | Мужчины команды | —                     | —                       | Франция · П 0–3      | завершили выступление | завершили выступление | завершили выступление | завершили выступление | завершили выступление |

## Парусный спорт
Словения завоевала право выставить две лодки по результатам Чемпионата мира по парусному спорту 2023 года в Гааге, Нидерланды, Чемпионата Европы в классе ILCA 2024 года в Афинах, Греция и регаты «Последний шанс» 2024 года в Йере, Франция.
Гонки с выбыванием
| Спортсмен    | Дисциплина           | Предварительные гонки | Предварительные гонки | Предварительные гонки | Предварительные гонки | Предварительные гонки | Предварительные гонки | Предварительные гонки | Предварительные гонки | Предварительные гонки | Предварительные гонки | Предварительные гонки | Предварительные гонки | Предварительные гонки | Предварительные гонки | Предварительные гонки | Предварительные гонки | Предварительные гонки | Предварительные гонки | 1/4 финала            | Полуфинал             | Полуфинал             | Полуфинал             | Полуфинал             | Полуфинал             | Полуфинал             | Полуфинал             | Полуфинал             | Финал                 | Финал                 | Финал                 | Финал                 | Финал                 | Финал                 | Финал                 | Финал                 |
| Спортсмен    | Дисциплина           | 1                     | 2                     | 3                     | 4                     | 5                     | 6                     | 7                     | 8                     | 9                     | 10                    | 11                    | 12                    | 13                    | 14                    | 15                    | 16                    | Сумма                 | Место                 | Место                 | 1                     | 2                     | 3                     | 4                     | 5                     | 6                     | Всего побед           | Место                 | 1                     | 2                     | 3                     | 4                     | 5                     | 6                     | Всего побед           | Место                 |
| ------------ | -------------------- | --------------------- | --------------------- | --------------------- | --------------------- | --------------------- | --------------------- | --------------------- | --------------------- | --------------------- | --------------------- | --------------------- | --------------------- | --------------------- | --------------------- | --------------------- | --------------------- | --------------------- | --------------------- | --------------------- | --------------------- | --------------------- | --------------------- | --------------------- | --------------------- | --------------------- | --------------------- | --------------------- | --------------------- | --------------------- | --------------------- | --------------------- | --------------------- | --------------------- | --------------------- | --------------------- |
| Лина Эржен   | Женщины IQFoil       | 14                    | 13                    | 17                    | 7                     | 9                     | 19                    | 9                     | 23                    | 24                    | 19                    | 23                    | 25 BFD                | 10                    | 17                    | —                     | —                     | 180                   | 21                    | завершила выступление | завершила выступление | завершила выступление | завершила выступление | завершила выступление | завершила выступление | завершила выступление | завершила выступление | завершила выступление | завершила выступление | завершила выступление | завершила выступление | завершила выступление | завершила выступление | завершила выступление | завершила выступление | завершила выступление |
| Тони Водишек | Мужчины Формула Кайт | 2                     | 5                     | 1                     | 3                     | 10                    | 1                     | 12                    | отменены              | отменены              | отменены              | отменены              | отменены              | отменены              | отменены              | отменены              | отменены              | 12                    | 1 SF                  | —                     | —                     | —                     | —                     | —                     | —                     | —                     | —                     | —                     | 4                     | 4                     | 4                     | —                     | —                     | —                     | 2                     | 2                     |

Медальные гонки
| Спортсмен            | Дисциплина     | Предварительные гонки | Предварительные гонки | Предварительные гонки | Предварительные гонки | Предварительные гонки | Предварительные гонки | Предварительные гонки | Предварительные гонки | Предварительные гонки | Предварительные гонки | Предварительные гонки | Предварительные гонки | Предварительные гонки | Баллы | Место |
| Спортсмен            | Дисциплина     | 1                     | 2                     | 3                     | 4                     | 5                     | 6                     | 7                     | 8                     | 9                     | 10                    | 11                    | 12                    | M*                    | Баллы | Место |
| -------------------- | -------------- | --------------------- | --------------------- | --------------------- | --------------------- | --------------------- | --------------------- | --------------------- | --------------------- | --------------------- | --------------------- | --------------------- | --------------------- | --------------------- | ----- | ----- |
| Жан Лука Зелко       | Мужчины ILCA 7 | 27                    | 10                    | 33                    | 23                    | 2                     | 21                    | 14                    | 16                    | отменены              | отменены              | —                     | —                     | EL                    | 113   | 17    |
| Лин Плетикос         | Женщины ILCA 6 | 31                    | 9                     | 38                    | 17                    | 37                    | 35                    | 22                    | 22                    | 17                    | отменена              | —                     | —                     | EL                    | 190   | 28    |
| Якоб Божич Тина Мрак | Микст 470      | 15                    | 8                     | 17                    | 18                    | 17                    | 15                    | 10                    | 17                    | отменены              | отменены              | —                     | —                     | EL                    | 99    | 18    |

M = Медальная гонка; EL = Выбыл – не участвовал в медальной гонке

## Плавание
Словенские пловцы выполнили требования для участия в двух дисциплинах плавательного турнира Олимпиады и получили две универсальные квоты, по одной в мужские и женские соревнования.
Мужчины
| Спортсмен   | Дисциплина          | Заплывы | Заплывы | Полуфиналы           | Полуфиналы           | Финал                | Финал                |
| Спортсмен   | Дисциплина          | Время   | Место   | Время                | Место                | Время                | Место                |
| ----------- | ------------------- | ------- | ------- | -------------------- | -------------------- | -------------------- | -------------------- |
| Сашо Бошкан | 200 м вольный стиль | 1.48,75 | 21      | завершил выступление | завершил выступление | завершил выступление | завершил выступление |

Женщины
| Спортсмен                                       | Дисциплина              | Заплывы | Заплывы | Полуфиналы | Полуфиналы | Финал                 | Финал                 |
| Спортсмен                                       | Дисциплина              | Время   | Место   | Время      | Место      | Время                 | Место                 |
| ----------------------------------------------- | ----------------------- | ------- | ------- | ---------- | ---------- | --------------------- | --------------------- |
| Нежа Кланчар                                    | 50 м вольный стиль      | 24,64   | =11 Q   | 24,40      | =7 Q       | 24,35 NR              | 6                     |
| Нежа Кланчар                                    | 100 м вольный стиль     | 54,12   | 7 Q     | 53,96 NR   | 6          | завершила выступление | завершила выступление |
| Нежа Кланчар Янья Шегель Катя Файн Тьяша Пинтар | 4 × 100 м вольный стиль | 3.41,29 | 14      | —          | —          | завершили выступление | завершили выступление |

## Спортивное скалолазание
Словения завоевала два места в женской комбинации боулдеринга и лазания на трудность по итогам Чемпионата мира 2023 в Берне, Швейцария и Олимпийской квалификационной серии 2024 года, а также получила одно место в мужской комбинации в результате перераспределения квот.
Комбинация боулдеринга и лазания на трудность
| Спортсмен     | Категория | Квалификация | Квалификация | Квалификация | Квалификация | Квалификация | Квалификация | Финал                 | Финал                 | Финал                 | Финал                 | Финал                 | Финал                 |
| Спортсмен     | Категория | Боулдеринг   | Боулдеринг   | Трудность    | Трудность    | Всего        | Место        | Боулдеринг            | Боулдеринг            | Трудность             | Трудность             | Всего                 | Место                 |
| Спортсмен     | Категория | Результат    | Место        | Результат    | Место        | Всего        | Место        | Результат             | Место                 | Результат             | Место                 | Всего                 | Место                 |
| ------------- | --------- | ------------ | ------------ | ------------ | ------------ | ------------ | ------------ | --------------------- | --------------------- | --------------------- | --------------------- | --------------------- | --------------------- |
| Лука Поточар  | Мужчины   | 19,6         | 17           | 24,0         | 12           | 43,6         | 16           | завершил выступление  | завершил выступление  | завершил выступление  | завершил выступление  | завершил выступление  | завершил выступление  |
| Янья Гарнбрет | Женщины   | 99,6         | 1            | 96,1         | 1            | 195,7        | 1 Q          | 84,4                  | 1                     | 84,1                  | 3                     | 168,5                 | 1                     |
| Миа Крампл    | Женщины   | 28,4         | 17           | 51,1         | 11           | 79,5         | 17           | завершила выступление | завершила выступление | завершила выступление | завершила выступление | завершила выступление | завершила выступление |

## Стрельба из лука
Словения получила одно место в личном турнире у мужчин на Европейском континентальном квалификационном турнире 2024 года в Эссене, Германия и одно место в личном турнире у женщин в результате перераспределения квот. Автоматически Словения получила право выставить команду в миксте.
| Спортсмен                   | Дисциплина                        | Предварительный раунд | Предварительный раунд | 1/64 финала                | 1/32 финала           | 1/16 финала           | Четвертьфиналы        | Полуфиналы            | Финал / За 3 место    | Финал / За 3 место    |
| Спортсмен                   | Дисциплина                        | Результат             | Посев                 | Соперник Счет              | Соперник Счет         | Соперник Счет         | Соперник Счет         | Соперник Счет         | Соперник Счет         | Место                 |
| --------------------------- | --------------------------------- | --------------------- | --------------------- | -------------------------- | --------------------- | --------------------- | --------------------- | --------------------- | --------------------- | --------------------- |
| Жига Равникар               | Мужчины индивидуальное первенство | 663                   | 31                    | ITAФедерико Музолези П 4–6 | завершил выступление  | завершил выступление  | завершил выступление  | завершил выступление  | завершил выступление  | завершил выступление  |
| Жана Пинтарич               | Женщины индивидуальное первенство | 638                   | 46                    | BRAАна Луиза Каэтано П 2–6 | завершила выступление | завершила выступление | завершила выступление | завершила выступление | завершила выступление | завершила выступление |
| Жига Равникар Жана Пинтарич | Микст                             | 1301                  | 23                    | завершили выступление      | завершили выступление | завершили выступление | завершили выступление | завершили выступление | завершили выступление | завершили выступление |

## Тхэквондо
Словения завоевала одно место в мужском турнире на Европейском квалификационном турнире 2024 года в Софии, Болгария.
| Спортсмен       | Дисциплина          | 1/8 финала               | Четвертьфиналы        | Полуфиналы            | Утеш. поединки        | Финал/За 3 место      | Финал/За 3 место      |
| Спортсмен       | Дисциплина          | Соперник Результат       | Соперник Результат    | Соперник Результат    | Соперник Результат    | Соперник Результат    | Место                 |
| --------------- | ------------------- | ------------------------ | --------------------- | --------------------- | --------------------- | --------------------- | --------------------- |
| Патрик Дивкович | Мужчины свыше 80 кг | NORРичард Ордеманн П 1–2 | завершили выступление | завершили выступление | завершили выступление | завершили выступление | завершили выступление |